# Бабаев, Рустам
Рустам Бабаев — советский узбекистанский хозяйственный деятель, Герой Социалистического Труда.

## Биография
Родился в 1903 году на территории современного Жондорского района Бухарской области. Член КПСС с 1953 года.
В 1930-1934 — колхозник, в 1934-1963 — звеньевой колхоза имени Кирова Свердловского района Бухарской области.
Указом Президиума Верховного Совета СССР от 19 марта 1947 года присвоено звание Героя Социалистического Труда с вручением ордена Ленина и золотой медали «Серп и Молот».
Умер после 1974 года. 

## Награды и звания
- Герой Социалистического Труда (19.03.1947)
- Орден Ленина (19.03.1947)
- Орден Трудового Красного Знамени (1944)